# Dinorah Catzalco
Dinorah Catzalco, née le 26 novembre 1983, est une artiste canadienne d'origine mexicaine.

## Biographie
Dinorah Catzalco naît à Puebla, au Mexique, en 1983. 

### Études
Dinorah Catzalco obtient en 2007 son baccalauréat en arts visuels à l'Université du Québec en Outaouais,.

### Démarche
Baignant dans l’univers de la peinture depuis l’enfance, Dinorah Catzalco s’inspire des couleurs et de la culture de son pays d’origine, le Mexique, pour créer des œuvres peuplées de personnages métissés et d’animaux anthropomorphisés. Ses oeuvres vivement colorées sont inspirées de mythes et de légendes tirés du folklore mexicain.
Ses tableaux dégagent un effet spectaculaire dû au format impressionnant des tableaux (183 cm de diamètre).
« L'arbre sacré est présent dans plusieurs cultures pré-hispaniques en Amérique. Chez les Mayas, par exemple, il symbolise la force, la sagesse et la fertilité. Pour les Aztèques, l'arbre est également nourricier. Toutes ces idées m'ont inspirée. Peut-être que ça vient de mes ancêtres, de mon passé, de quelque chose que je porte en moi sans savoir et qui jaillit intuitivement quand je crée », confie-t-elle en 2017.

### Carrière artistique
Dinorah Catzalco compte à son actif plusieurs expositions en peinture et en sculpture dans la région de l'Outaouais, notamment à la Galerie Montcalm, à l’Espace Odyssée de la Maison de la culture de Gatineau, au Centre d'action culturelle de la MRC de Papineau et au Centre des Arts et de la culture de Chelsea.
En 2018, elle présente une exposition itinérante intitulée « Tecochuahuitl : l’axe du monde » à la TOHU. L'exposition obtient une nomination au gala des Culturiades en tant qu’œuvre de l’année en Outaouais par le Conseil des arts et des lettres du Québec, ainsi qu’une nomination en tant qu’artiste de la relève.
En 2022, Dinorah Catzalco participe à une exposition collective à la Gallery Sur de Toronto, aux côtés notamment de Lido Pimienta, soJin Chun et Yelaine Rodriguez.

## Expositions individuelles
- 2013 : « Alebrijes : Hommage à Pedro Linares », Espace René Provost, Carte Blanche, Gatineau, Québec[10]
- 2013 : « Entre l'homme et l'animal », La Fab, Centre de la culture, des arts et du patrimoine de Chelsea, Chelsea, Québec[11]
- 2014 : « Alebrijes », Célébration de l'indépendance du Mexique, Ambassade du Mexique à Ottawa, Musée canadien de l'histoire, Gatineau
- 2015 : « Hommage à Pedro Linares », Centre culturel Stewart Hall, Pointe-Claire, Montréal[12]
- 2017 : « Tecocuahuitl : l'axe du monde », La TOHU, Cité des arts du cirque, Montréal[7]
- 2017 : « Tecocuahuitl : l'axe du monde », Galerie Montcalm, Maison du citoyen, Gatineau[4]
- 2018 : « Tecocuahuitl : l'axe du monde », Centre d'exposition Rotary de La Sarre, La Sarre[13]
- 2019 : « Afflux », Espace Odyssée de la Maison de la culture de Gatineau, Gatineau[5]
- 2020 : « Bestiaire du rêve », Maison de la culture de Mercier, Montréal[14]

## Expositions collectives
- 2013 : « Axe Nord-Sud, Terre d'Amérique », Galerie de l'école en pierre du Pontiac, Pontiac[15]
- 2019-2020 : « Codex : la traversée du silence », Maison de la culture Notre-Dame de Grâce, Montréal
- 2019-2020 : « Codex : la traversée du silence », Centre culturel Peter B. Yeomans, Dorval[16]
- 2020 : « Codex : la traversée du silence », Salle de diffusion de Parc-Extension, Festival Latinarte, Montréal[17].
- 2022 : « Colour of Women : Dinorah Catzalco, soJin Chun, Lido Pimienta, Yelaine Rodriguez », Sur Gallery, Toronto[9]

## Nominations et prix
- 2018 : « Prix du CALQ – Œuvre de l’année en Outaouais », Culturiades 2018, Culture Outaouais[18]
- 2018 : « Artiste de la relève », Culturiades 2018, Culture Outaouais[18]